# Plautus

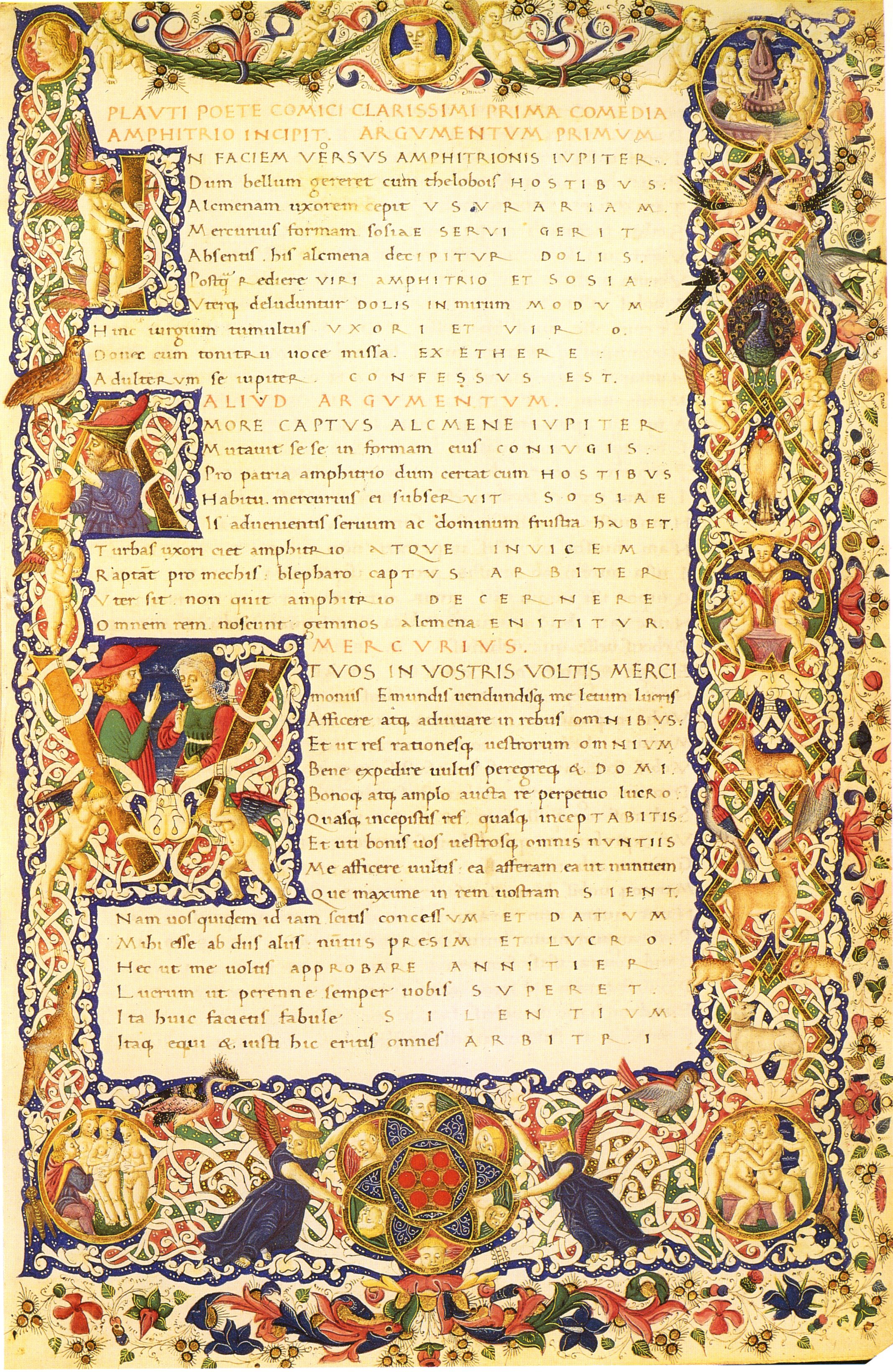
Die Komödie Amphitruo des Plautus in der Handschrift Florenz, Biblioteca Medicea Laurenziana, Plut. 36.41, fol. 1r (15. Jahrhundert)

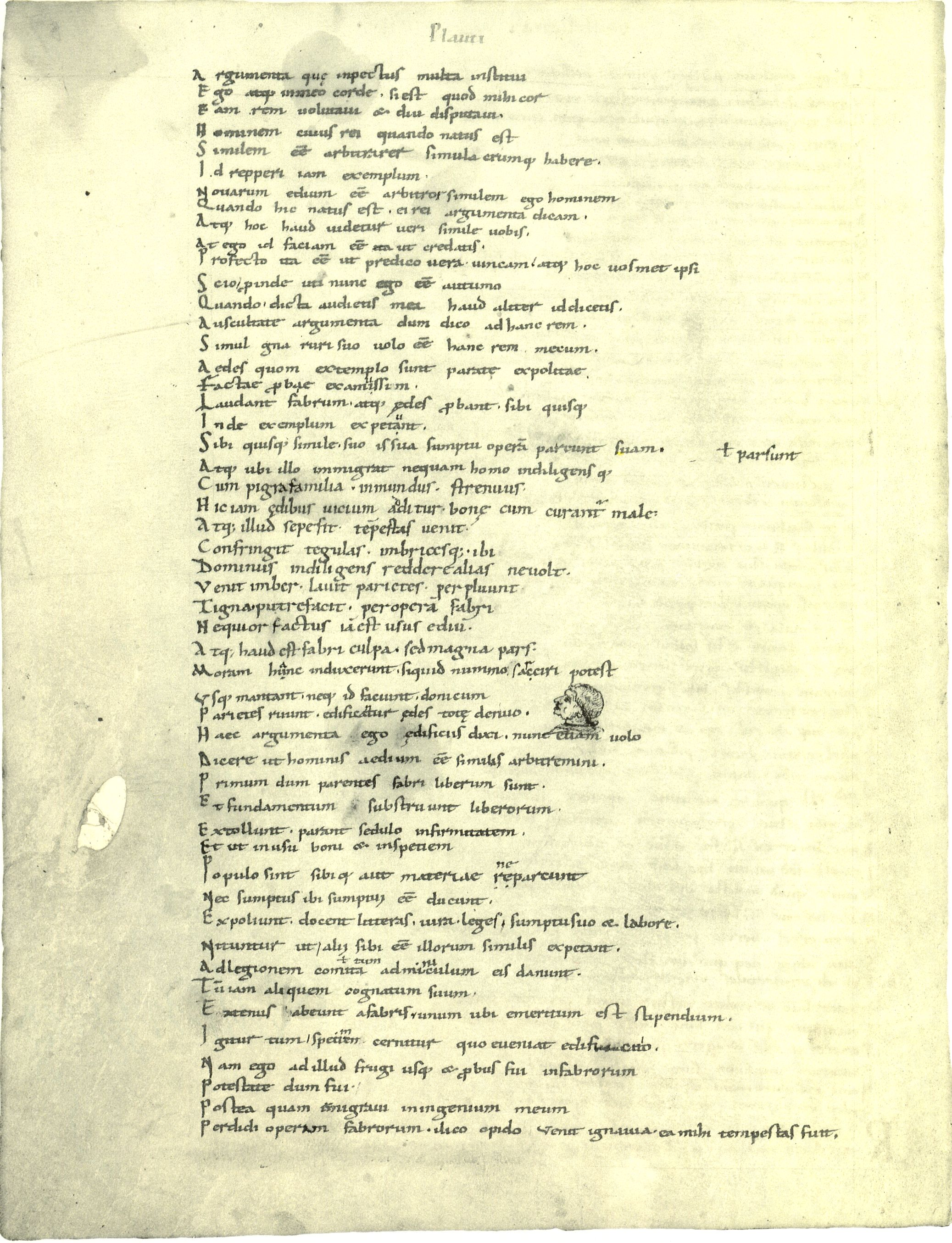
Die Verse 85–137 der Komödie Mostellaria des Plautus in der Handschrift Biblioteca Apostolica Vaticana, Vaticanus Palatinus lat. 1615, fol. 87v (10./11. Jahrhundert)

Titus Maccius Plautus (* um 254 v. Chr. in Sarsina; † um 184 v. Chr.) war ein römischer Dichter. Er war einer der ersten und produktivsten Komödiendichter im alten Rom.

## Leben
Plautus wurde um 254 v. Chr. in dem kleinen apenninischen Bergdorf Sassina (heute Sarsina in der Romagna) geboren. Als Jugendlicher schloss er sich einer der umherziehenden Theatertruppen an. Dann wurde er römischer Soldat, später Kaufmann. Dabei verlor er sein Geld und musste sich als wandernder Handmüller durchschlagen, so berichten antike Viten. Wie viel davon wahr ist, lässt sich nicht mehr feststellen.
Einigermaßen abgesichert ist nur eine Anekdote des großen Gelehrten Varro (1. Hälfte des 1. Jahrhunderts v. Chr.), die in den Noctes Atticae des Aulus Gellius überliefert ist:

„Varro und die meisten anderen haben überliefert, dass er den Saturio, den Addictus und eine dritte Komödie, deren Name mir jetzt nicht zur Verfügung steht, in einer Mühle geschrieben habe, nachdem er das ganze Vermögen, das er mit der Arbeit der Bühnenhandwerker verdient hatte, in Handelsgeschäften verloren hatte, mittellos nach Rom zurückgekehrt war und, um seinen Lebensunterhalt zu verdienen, seine Arbeitskraft zum Drehen einer Mühle, die man ‚trusatiles‘ (Göpel) nennt, einem Müller vermietet habe.“

Schiffbruch und Arbeit in der Mühle sind aber auch zentrale Motive in den Komödien des Plautus. So besteht die Frage, ob der Inhalt von Plautus’ Komödien autobiografisch geprägt ist oder ob die späteren Vitenschreiber dies nur unterstellt und Details aus den Werken übernommen haben.
Etwa im Alter von 45 Jahren fing Plautus an, Komödien zu schreiben. Komödien waren zu seiner Zeit sehr beliebt. Die seinen – er begann mit Addictus und Saturio – hatten rasch Erfolg beim Publikum, sodass er das Müllerdasein aufgeben und sich ganz dem Schreiben widmen konnte. Plautus starb um 184 v. Chr.

## Werke
Unter Plautus’ Namen wurden ca. 130 Komödien veröffentlicht. Hiervon gelten nur 21 als echt. Dabei handelt es sich wahrscheinlich um jene Werke, die der antike Philologe Varro in seiner Untersuchung De comoediis Plautinis für echt erklärt hat. In seinen Komödien nahm Plautus Bezug auf aktuelle Ereignisse wie den Zweiten Punischen Krieg gegen Karthago, die Kriege in Griechenland gegen Antigoniden und Seleukiden oder die Gefangennahme des Dichters Gnaeus Naevius. Im Vordergrund stand dabei jedoch immer die Unterhaltung und eine – teilweise derbe – Komik, deren Witz sich vielfach auch dem modernen Leser noch erschließt. Plautus ließ sich in seinem Schaffen stark von der Neuen Komödie, vor allem durch deren berühmtesten Vertreter, Menander, inspirieren. Die dort vorkommenden Motive und Charaktere passte er der römischen Lebenswirklichkeit an. Das Sprechtheater wurde durch Lieder und Flötenspiel ergänzt.
- Amphitruo (griechisch: Amphitryon)
- Asinaria
- Aulularia
- Bacchides
- Captivi
- Casina
- Cistellaria
- Curculio
- Epidicus
- Menaechmi
- Mercator
- Miles Gloriosus
- Mostellaria
- Persa
- Poenulus
- Pseudolus
- Rudens[2]
- Stichus
- Trinummus
- Truculentus
- Vidularia

## Rezeption
Die Werke von Plautus wurden im 16. Jahrhundert durch den Humanismus wiederentdeckt. Besondere Bedeutung für die frühe Rezeption haben die Ausgaben von Veit Werler, die in den 1510er Jahren entstanden. Plautus’ Werke wurden von späteren Dramatikern verschiedener Epochen für eigene Stücke verwandt. So lehnte sich William Shakespeare in seinem Jugendwerk Die Komödie der Irrungen eng an dessen Stück Menaechmi an. Heinrich von Kleists Tragikomödie Amphitryon ist zunächst eine Übertragung von Molières Amphitryon, der seinerseits aus Plautus’ Komödie Amphitruo schöpfte und nach dem Vorbild von Plautus’ Aulularia sein Stück Der Geizige schrieb. Besonders intensiv beschäftigten sich Gotthold Ephraim Lessing und J.M.R. Lenz mit dem altrömischen Dichter. Lessing studierte ihn gründlich (siehe seine Beiträge zur Historie und Aufnahme des Theaters), was ihn in seinem eigenen Dramenstil beeinflusste.  Unmittelbar gestützt auf Plautus’ Trinummus schuf er das Lustspiel Der Schatz. Auch zwei unvollendete Werke, Justin und Weiber sind Weiber, waren Adaptionen der Plautus-Komödien Pseudolus und Stichus. Die Komödie Captivi des Plautus übersetzte Lessing ins Deutsche. Lenz, der Dichter des Sturm und Drang, bearbeitete wahrscheinlich zwischen 1772 und 1774 fünf Komödien des Plautus, wobei er den alten Stoff auf die deutschen Verhältnisse seiner Zeit übertrug. Die von Goethe durchgesehenen Stücke Das Väterchen (Asinaria), Die Aussteuer (Aulularia), Die Entführungen (Miles Gloriosus), Die Buhlschwester (Truculentus), und Die Türkensklavin (Curculio) erschienen 1774 unter dem Titel Fünf Lustspiele nach dem Plautus fürs deutsche Theater.
Der Musicalkomponist und -texter Stephen Sondheim legte seinem 1962 erstmals aufgeführten Broadway-Musical Toll trieben es die alten Römer die Komödie Pseudolus von Plautus zugrunde, wobei die bei Plautus in Athen spielende Handlung nach Rom verlegt wurde. Die Hauptperson in beiden Stücken ist der schlaue Sklave Pseudolus, der herumtrickst, um dem Sohn seines Herren zu seiner Liebe, einer verkauften Sklavin namens Phoenicium (bei Plautus) bzw. Philia (bei Sondheim) zu verhelfen. Das Musical wurde 1966 von Richard Lester verfilmt.

## Ausgaben
- T. Macci Plavti Comoediae. Hrsg. von Fridericvs Ritschelivs, Friderico Schoell, Georgivs Goetz & Gvstavvs Loewe, 4 Bände, Leipzig 1878–1894.
- Plavti Comoediae. Hrsg. von Friedrich Leo, 2 Bände, Berlin 1895–1896.
- T. Macci Plavti Comoediae. Hrsg. von Wallace Martin Lindsay, 2 Bände, Oxford 1904–1905.
- T. Maccius Plautus: Komödien. Lateinisch und deutsch, hrsg. und übers. von Alfred Klotz, München 1948.
- Plaute. Lateinisch und französisch, hrsg. u. übers. von Alfred Ernout, 7 Bände, Paris 1956–1961.
- Plautus – Terenz: Antike Komödien. Hrsg. von Walther Ludwig, 2 Bände, München 1966.
- Plautus: Truculentus. Hrsg., übers. und komm. von Walter Hofmann, Darmstadt 2001.
- Plautus: Komödien. Lateinisch und deutsch, hrsg., übers. u. komm. von Peter Rau, 6 Bände, Darmstadt 2007–2009.
- Plautus. Lateinisch und englisch, hrsg. und übers. von Wolfgang de Melo, 5 Bände, Cambridge (Mass.) 2011–2013.